# Parambia
Parambia é um gênero de mariposa pertencente à família Crambidae.